# گوئون
گوئون (به ژاپنی: 御恩)، به معنی تحت‌الفظی پاداش در قرون وسطی در ژاپن، یک مفهوم یا عنصر تشکیل دهندهٔ رابطهٔ بین یک سامورایی و ارباب وی بود. به‌طور کلی گوئون تضمین حاکمیت سامورایی بر قلمروی وی و همچنین اهدای زمین‌های جدید  به سامورایی توسط ارباب است. شوگون حاکمیت سامورایی‌ها را بر قلمروی خود می‌پذیرفت و در عوض انجام یک خدمت برجسته و مهم زمین‌های تازه یا مقام و مناصبی مثل شوگو (فرماندار) یا مشاور به آنان اهدا می‌شد.